# 세포 검문 지점
세포 주기 검문 지점(Cell cycle checkpoint)은 세포를 감시하고 세포 주기의 과정을 조절한다. 검문 지점은 손상된 DNA을 고쳐주며, 필수적인 주기 과정을 확인하는 걸 허용하는 특정한 지점에서 세포 주기 진행을 막는다. 세포는 검문 지점의 요구가 충족되지 못하면 다음 과정으로 넘어갈 수 없다.
몇몇 검문 지점은 불완전하고 손상된 DNA가 딸세포로 넘어가지 못하게 한다. 세포 주기에서 두 군데에 검문 지점이 존재한다. 하나는 G1에서 S로 넘어가는 과정, 나머지 하나는 G2와 M기 사이에 있다. G1/S 변이 과정은 세포 주기에서 제한된 속도로 진행되는데 제한 지점으로 알려져 있다. 또한, DNA 손상의 세포 주기 응답의 대체 모델은 후복제 검문지점으로 제시되었다.
p53 유전자는 검문 지점의 구조를 통제하는 과정에서 중요한 유전자이다.

## 같이 보기
- 세포주기 조절 시스템